# Nové Mesto nad Váhom
Nové Mesto nad Váhom (în germană Neustadt an der Waag, în maghiară Vágújhely) este un oraș din Slovacia cu 21.551 locuitori.
Vezi și: Listă de orașe din Slovacia

## Demografie
| An:                | 1994   | 2004   | 2014   | 2024   |
| ------------------ | ------ | ------ | ------ | ------ |
| Număr de persoane: | 21.578 | 20.827 | 20.119 | 19.257 |
| Diferență:         |        | −3,48% | −3,39% | −4,28% |

| An:                | 2023   | 2024   |
| ------------------ | ------ | ------ |
| Număr de persoane: | 19.296 | 19.257 |
| Diferență:         |        | −0,20% |